# Johnson (Verenigde Staten)
Johnson is een historisch Amerikaans motorfietsmerk dat in 1923 een 155 cc tweetakt op de markt bracht.
Zo rond 1955 begon Johnson buitenboordmotors te maken, dit was zo'n groot succes dat ze ermee doorgingen.
Er worden vandaag de dag nog steeds buitenboordmotors van Johnson gefabriceerd. 